# San José de los Reynoso
San José de los Reynoso es una localidad del estado mexicano de Jalisco. Es parte del municipio de San Miguel el Alto.

## Toponimia
El nombre «San José» hace referencia al santo patrono de la localidad: José de Nazaret.

## Demografía
| Gráfica de evolución demográfica |
|                                  |

| Censo | Población |
| ----- | --------- |
| 1900  | 229       |
| 1910  | 283       |
| 1921  | 373       |
| 1930  | 355       |
| 1940  | 322       |
| 1950  | 400       |
| 1960  | 544       |
| 1970  | 630       |
| 1980  | 816       |
| 1990  | 818       |
| 2000  | 1 088     |
| 2010  | 1 213     |
| 2020  | 1 080     |